# Santa Fe (Sucre)
Los Puertos de Santa Fe, más conocido como Santa Fe, es un pueblo Turístico del Estado Sucre dividido en dos Sectores denominados El Puerto, el cual se ubica en la costa del Golfo de Cariaco y Los Altos, ubicado en las Montañas del Parque nacional Mochima, queda a 45 minutos de Cumaná, Capital del Estado Sucre, está a cercanías del Embalse Turimiquire y se ubica al borde del Río Neveri, se calcula una población de 20.000 habitantes y las principales actividades económicas se destacan, El Turismo, La Pesca y la Agricultura, se accede por la Troncal 9.
Uno de los atractivos turísticos son las formaciones de Arrecifes Coralinos y la presencia casi a diario de manadas de delfines en sus costas.

## Historia
Santa Fe fue fundado entre noviembre y diciembre de 1515 por Fray Pedro de Córdoba según Ramón Badaracco en su libro los Fundadores de Cumaná se especula que Santa Fe es aún más viejo que Cumaná. 

"Pedro continúa su expedición, con los dominicos, hasta Chiribichí (Pedro lo llama Chiribiche), y bautiza con el nombre de Santa Fe, que fue su consigna, constancia, valor y fe, donde se asienta y continúa la evangelización y procede a la construcción de un monasterio, deja encargado de la misión a Fray Diego Velásquez, como en Cumaná dejo a Gaceto, y vuelve a Santa Domingo; pero por ser el Vicario de las Indias con sede en esa ciudad, mantuvo su patrocinio y autoridad sobre estos asentamientos hasta su muerte".

En Santa Fe se produjo la primera sublevación indígena en contra del imperio español en tierra firme liderada por el cacique Maragüey y por ende fue el primer levantamiento de aborígenes en contra de la colonización y la trata de esclavos.
Santa Fe fue escenario de un sinnúmero de batallas navales y en una de ellas quedó herido y lisiado el prócer de la independencia oriental Valentín Valiente.
En octubre de 2020, por la crecida de uno de sus rios debido a las fuertes lluvias, más de 200 familias se quedaron sin hogar.

## Deportes
En Santa Fe entrena la mejor selección de Remo del país y que la gran mayoría de sus atletas son esperanzas de la selección nacional con miras a los Juegos Olímpicos de Tokio 2020. Una estrella de este pueblo y de la mejor selección del remo del país es Jackson Vicent, clasificado a los Juegos Olímpicos de Río 2016 en dicha disciplina.
También se practican otros deportes como Fútbol y Beisbol.